# Australien i Eurovision Song Contest 2016

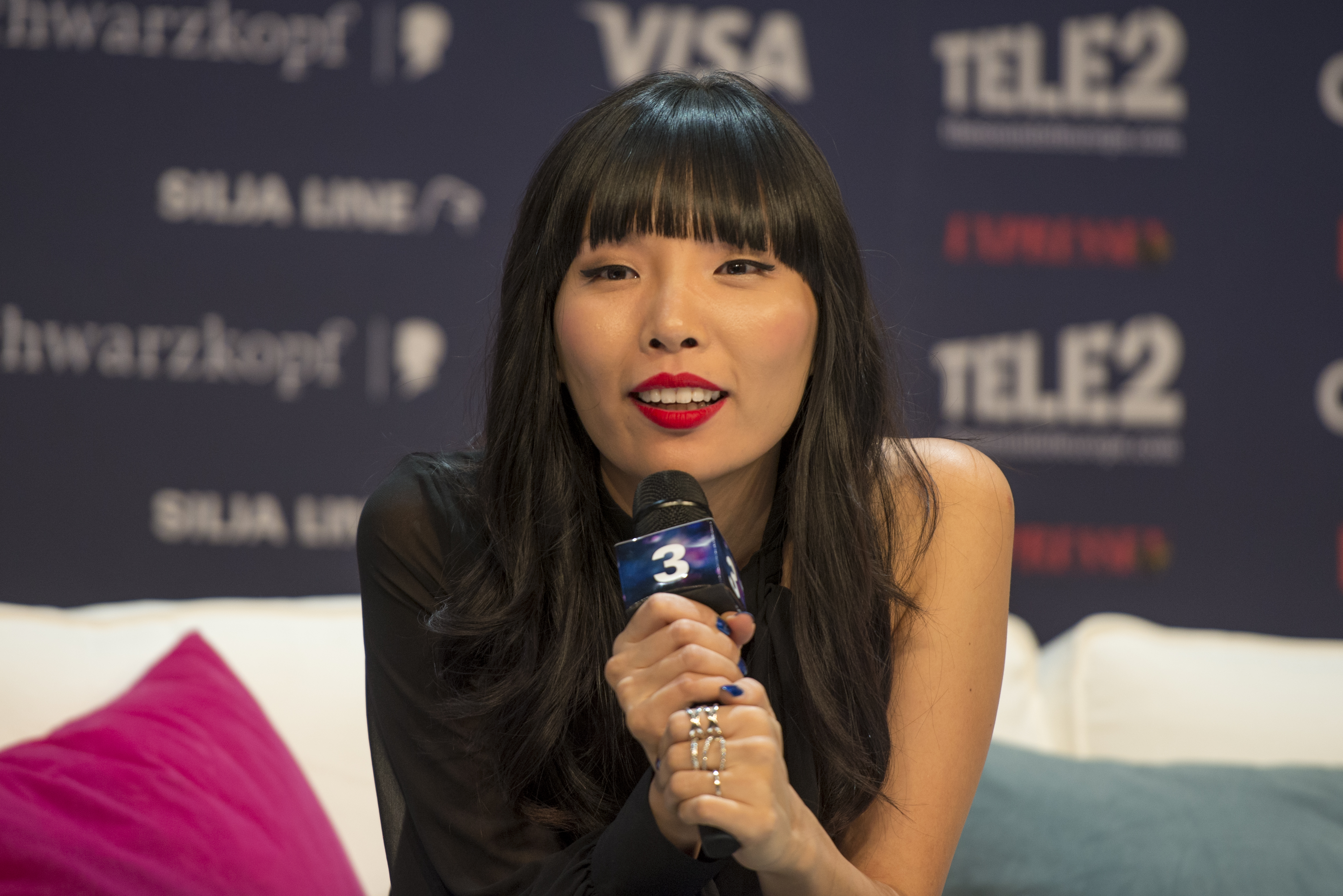
Dami Im på en "Meet & Greet" under Eurovision Song Contest 2016 i Stockholm

Australien deltog i Eurovision Song Contest 2016 i Stockholm, Sverige. Landet representerades av Dami Im med låten "Sound of Silence".
Det var i början oklart om Australien skulle delta i ESC i framtiden. Eftersom EBU 2015 bjöd in Australien som gäst för firandet av ESC 60 år. Men under hösten 2015 fick Australien fullt medlemskap i EBU.
3 mars 2016 presenterades artisten Dami Im på Sydney Symphony Orchestra att delta för landet. Conchita Wurst var på plats. Låten "Sound of Silence" presenterades 11 mars internt. 

## Under Eurovision
Australien deltog i den andra semifinalen. De tog sig till final. I finalen kom man på en andra plats med 511 poäng.